# Programma 101
Olivetti Programma 101, также известный как Perottina или P101 — один из первых коммерческих настольных программируемых калькуляторов «всё в одном». Произведенный итальянской компанией Olivetti из Ивреи (Пьемонт) и изобретенный итальянским инженером Пьером Джорджио Перотто, P101 использовал многие функции больших компьютеров того периода. Он был представлен на Всемирной выставке в Нью-Йорке в 1964 году. Серийное производство началось в 1965 году. Футуристический дизайн для своего времени Programma 101 стоил 3200 долларов. (эквивалент 27 500 долларов США в 2021 году). Было продано около 44 000 единиц, большая часть была продана в США.
Его обычно называют печатным программируемым калькулятором или настольным калькулятором, потому что его арифметические инструкции соответствуют операциям калькулятора, в то время как его набор инструкций (который допускает условный переход) и структура квалифицируют его как компьютер с хранимой программой.

## История продаж
Programma 101 была представлена на Всемирной выставке в Нью-Йорке в 1964 году и вызвала большой интерес. Было продано 40 000 единиц; 90 % из них в Соединенных Штатах, где цена продажи составляла 3200 долларов (увеличение примерно до 3500 долларов в 1968 году).
Около 10 Programma 101 были проданы НАСА и использовались для планирования посадки Аполлона-11 на Луну.
К «Аполлону-11» у нас был настольный компьютер под названием Olivetti Programma 101. Это был своего рода супер калькулятор. Это было, вероятно, полтора квадратных фута и около восьми дюймов в высоту. Он мог складывать, вычитать, умножать и делить, но запоминал последовательность этих действий и записывал эту последовательность на магнитную карту, магнитную полосу длиной около фута и шириной два дюйма. Таким образом, вы могли написать последовательность, программную последовательность и загрузить ее туда, и если бы вы захотели — антенна с высоким коэффициентом усиления лунного модуля была не очень умной, она не знала, где находится Земля. […] Нам пришлось бы запускать четыре отдельные программы на этой Programma 101 […]Дэвид В. Уиттл, 2006 г.
P101 упоминается как часть системы, используемой ВВС США для вычисления координат для наземной бомбардировки целей B-52 Stratofortress во время войны во Вьетнаме.